# Костел Святої Олени (Вилок)
Костел Святої Олени (Ілони) — пам'ятка архітектури, яка знаходиться центральній частині селища міського типу Вилок, яке розташовується у Виноградівському районі Закарпатської області. Церковна будівля була споруджена у 1788 році. Церква є римо-католицькою, відноситься до переліку об'єктів, що належать до культурної спадщини та не підлягають приватизації. Є однією з пам'яток селища, розташовується на вулиці Центральній. Охоронний номер — 1115.

## Історія
Перша згадка про існування у селищі Вилок католицького храму відноситься до 1330-х років. Проте ця церковна споруда не збереглась через напади на село інших народів. В 1788 році на території селища з'явився інший, новий храм, який був освячений на честь Святої Олени. Початок записів, які збереглись та містяться у Метричній книзі, датується 1735 роком. Дані, наведені у паспорті населеного пункту, свідчать про те, що станом на 2007 рік кількість парафіян костелу Святої Олени (Ілони) становить 1100 осіб, що складає 33% від усього населення селища міського типу Вилок. Священиком є Федір Вейпраух. Парафія обслуговується францисканцями-бернардинами. Церква є римо-католицькою, на даний час діє за прямим призначенням. Споруда входить до переліку об'єктів культурної спадщини, згідно програми, створеної для збереження та використання пам'яток культурної спадщини у Виноградівському районі в період з 2007 по 2015 роки. Пам'ятка архітектури національного значення знаходиться у задовільному стані. Відвідати костел Святої Олени туристи та парафіяни можуть у будь-який час, згідно існуючого графіку. В 1995 році у католицькому храмі були проведені реставраційні роботи деяких елементів.

## Архітектура
Первинна архітектура костелу відповідає стилю бароко. Будівля оштукатурена
 і побудована із каменю. У 19 столітті із червоної глини
була здійснена прибудова чотириярусної башти. На початку 20 століття її добудували, за рахунок чого башта стала вищою. В нартексі розташовуються гвинтові сходи. Храм однонавний, у нави склепінчасте перекриття. Окрім окреслених елементів бароко, в архітектурі костелу зустрічаються елементи класицизму. Змішання архітектурних стилів відбулось через різні дати побудови окремих частин пам'ятки. Незважаючи на поєднання стилів класицизму та бароко, храм має пропорційну будову. Башту прикрашають аркові вікна, руст у кутах горизонтального положення. При вході в костел розміщується невелика за розмірами скульптурна композиція. Всередині храму, на стелі, спостерігаються темперні розписи, які були виконані на початку 20 століття. Більша їх частина збереглась до наших днів. На невеликій відстані від храму знаходиться плебанія, в якій є галерея. В 1986 році в приміщенні костелу був встановлений орган, який створили брати Рігер. Церковна будівля майже цілком зберегла свою первинну архітектуру до наших днів.